# اومبرتو اسکاتی
اومبرتو اسکاتی (انگلیسی: Umberto Scotti; ۲۷ ژانویهٔ ۱۸۸۵ – ۵ ژانویهٔ ۱۹۶۹) بازیکن فوتبال اهل ایتالیا بود.
از باشگاه‌هایی که در آن بازی کرده‌است می‌توان به باشگاه فوتبال آ.ث. میلان اشاره کرد.